# Европейский маршрут E20
Европейский маршрут E20 — европейский автомобильный маршрут от ирландского аэропорта Шеннон до российского Санкт-Петербурга. Маршрут проходит по территории Ирландии, Великобритании, Дании, Швеции, Эстонии и России.
Дорога прерывается в трех местах, где надо воспользоваться паромами, чтобы проехать по всей длине трассы.

## Ирландия
Длина первой части трассы от аэропорта Шеннона до Дублина через Лимерик составляет 228 км. Часть от аэропорта Шеннона до Лимерика — в основном двухполосная дорога с разделительной полосой, с коротким отрезком автомагистрали (часть Южной Окружной Дороги Лимерика). Шеннонский тоннель, в соответствии с планами 2010, должен закончить объездную дорогу вокруг Лимерика, через который сейчас необходимо проезжать. Часть от востока Лимерика до западной части Порт-Лише — сегодня это однополосная дорога без разделительных полос (N7), однако эта часть вскоре станет автомагистралью после окончания строительства трассы M7 к концу 2010. Секция от Порт-Лише до Нейс — часть автомагистрали M7, и последняя часть от Нейса до Дублина — двухполосная дорога. Чтобы добраться из Дублина в Ливерпуль необходимо воспользоваться паромом.

## Великобритания
E20 идет по трассе A5080 от Ливерпуля до Хойтона, по трассе M62 от Хойтона до Южной Пещеры, и по A63 до Кингстон-апон-Халла. В Великобритании трасса не указана по своему Европейскому названию.
Парома между Халлом и Эсбьергом не существует.

## Дания
В Дании E20 — это автомагистраль от Эсбьерга до Эресуннского моста. Длина датской части трассы составляет 315 км.
Трасса пересекает пролив Малый Бельт по мосту длиной 1700 м (длина основного пролёта — 600 м). Затем она проходит по мосту Большой Бельт, который состоит из двух частей по 6 километров. На каждом из мостов организовано движение по трём полосам в каждую сторону.
Эресуннский мост имеет длину 8 км, а ещё 4 км проходят в тоннеле на датской стороне Эресунна. Трасса пересекает границу Дании и Швеции на мосту.
Маршрут Копенгаген — Оденсе является одним из самых загруженных участков маршрута. По этой дороге также проходят два других европейских маршрута – E47 и E55.

## Швеция
В Швеции E20 идет по автомагистрали между Эресуннским мостом в Мальмё и Несом, 30 километров восточнее Гётеборга, длиной в 320 км. Дальше это в основном также автомагистраль на маршруте между Вресторпом (20 км западнее Эребру) до Стокгольма.
Длина шведского участка составляет 770 км. Он имеет общую часть длиной в 280 км с E06, 50 км с E50 и 35 км с E4.
Часть трассы, проходящая через Стокгольм очень загружена, включая самую загруженную дорогу в Скандинавии Эссингельден (160,000 автомобилей в день). Также часто возникают пробки на отрезке E20, который проходит по центру Стокгольма. Новый тоннель, строящийся к северу от центра, который станет частью E20 позволит убрать некоторые заторы, но далеко не все. 
Автомобильный паром Стокгольм — Таллин отправляется ежедневно, находясь в пути 15 часов. Порт в Стокгольме расположен в 5 км на северо-восток от центра города.

## Эстония и Россия
Расстояние от Таллина до Санкт-Петербурга составляет 360 км. Эстонский участок маршрута (под названием М1) начинается в Таллине, проходит мимо городов Маарду, Раквере, Котхла-Ярве, Йыхви и Силламяэ и заканчивается в городе Нарва. После Нарвского моста Дружбы (разделяющего Россию и Эстонию) маршрут E95 переходит в федеральную автодорогу A-180 и проходит через Ивангород, Кингисепп и Красное Село до пересечения с КАД (Санкт-Петербург). Трасса между Таллином и Санкт-Петербургом преимущественно двухполосная, за исключением нескольких участков на территории Эстонии.
Основной причиной длительных задержек на этом участке E20 является ограниченная пропускная способность контрольного пункта пересечения границы Эстонии и России между городами Нарва и Ивангород. C августа 2011 года пересечение границы с эстонской стороны стало возможным только через предварительное бронирование через систему GoSwift с целью контроля потока автотранспорта, однако время ожидания, тем не менее, может составить от нескольких часов до нескольких суток (если не произвести бронирование перехода границы через GoSwift заблаговременно).

## Маршрут
- Ирландия
  - N19 аэропорт Шеннон
  - N18 Лимерик
  - N7 Лимерик, Порт-Лиише, Дублин
- Великобритания
  - M62 Ливерпуль, Уоррингтон, Манчестер, Лидс
  - A63 Гулль
- (паромная переправа не существует)
- Дания
  - E 20 Эсбьерг, Оденсе, Копенгаген
- Эресуннский мост
- Швеция
  - E 20 Мальмё, Хельсингборг, Гётеборг, Эребру, Стокгольм
- Эстония
  - E 20 Таллин, Раквере, Кохтла-Ярве, Силламяэ, Нарва
- Россия
  - A180 Ивангород, Кингисепп, Санкт-Петербург

## Галерея

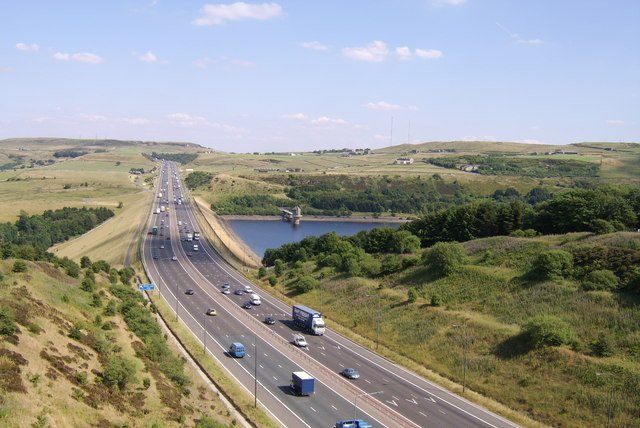
M62 проходит около Скоммонденского водохранилища в Уэст-Йоркшире
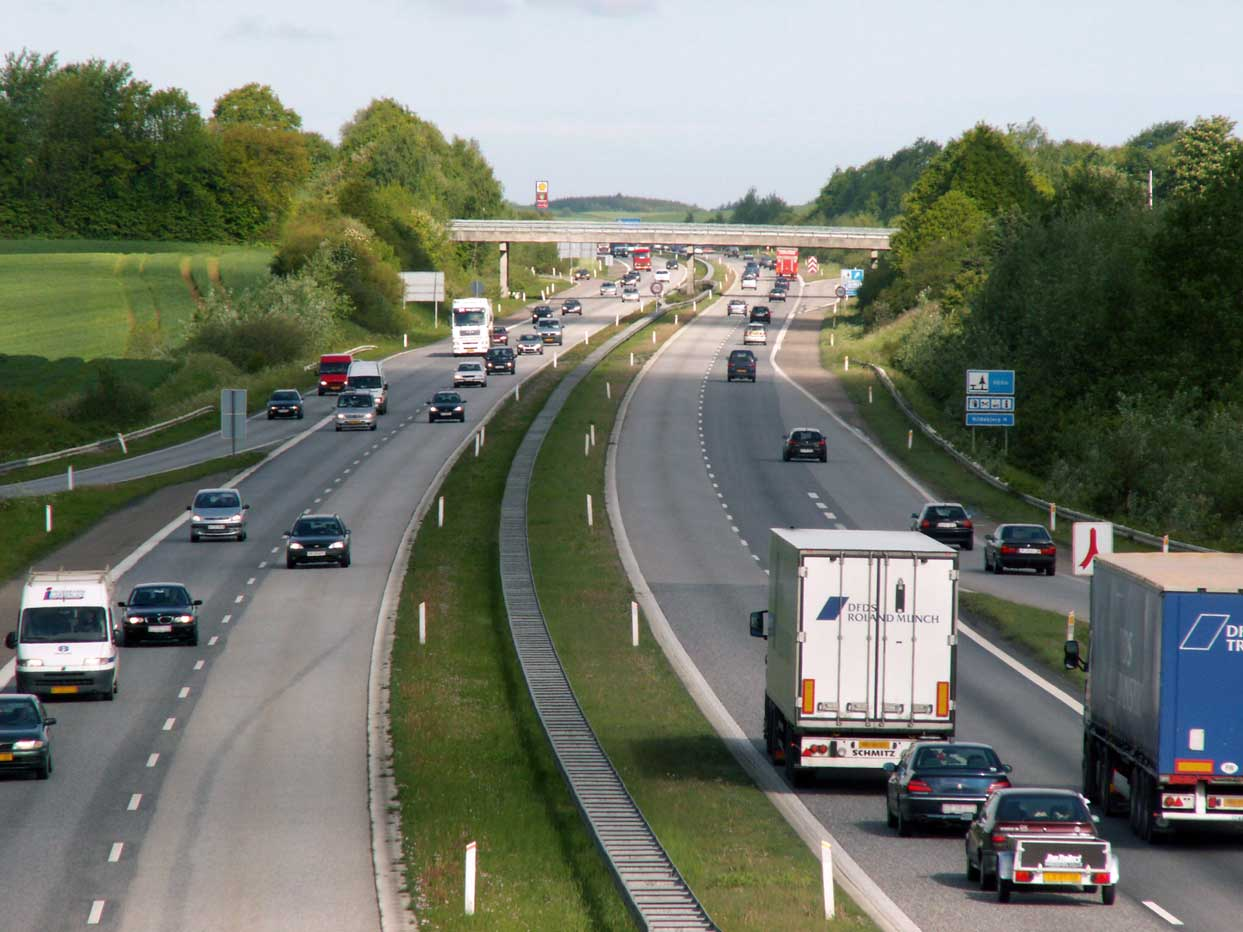
E 20 около Оденсе, Дания
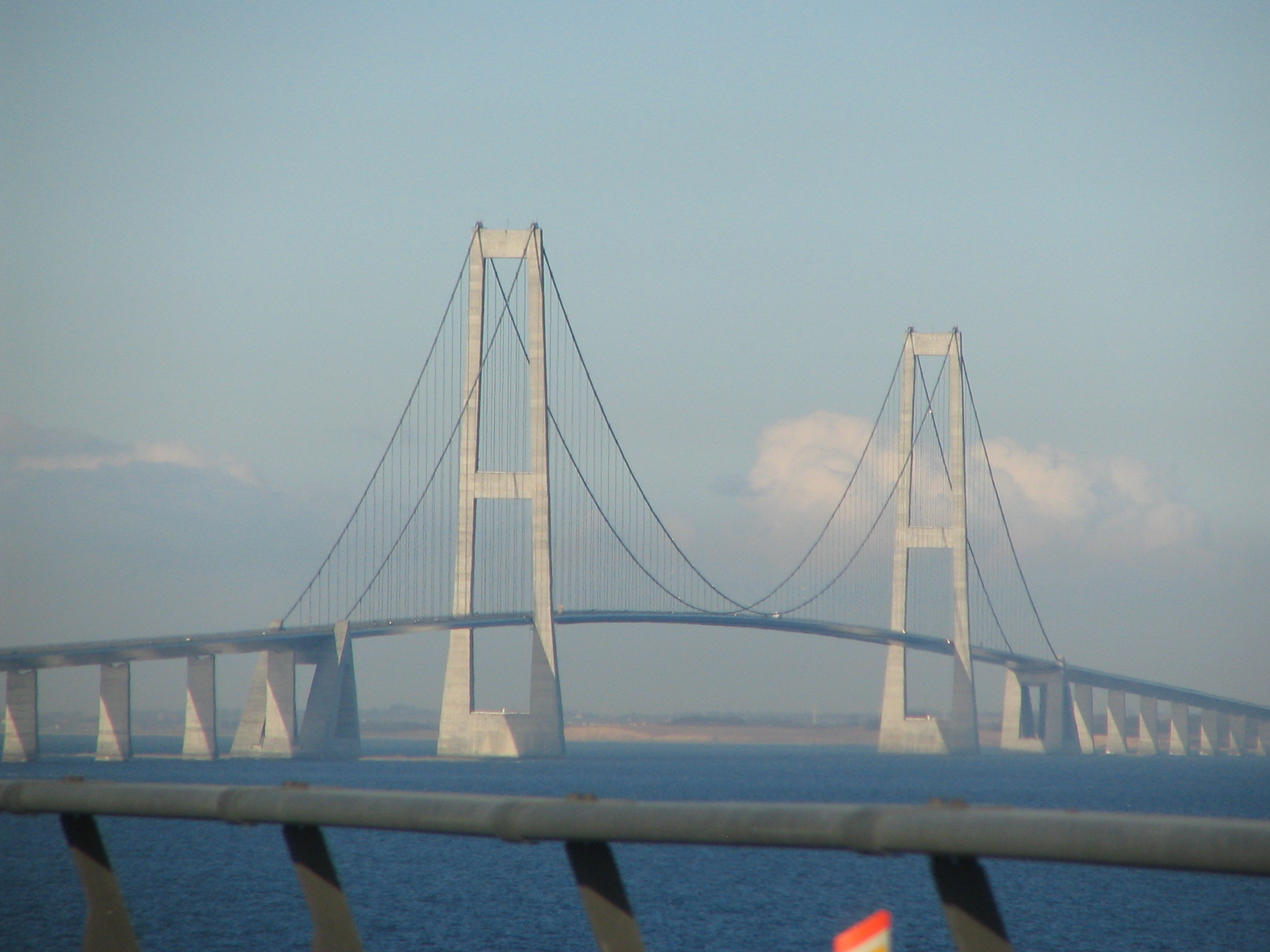
Мост Большой Бельт
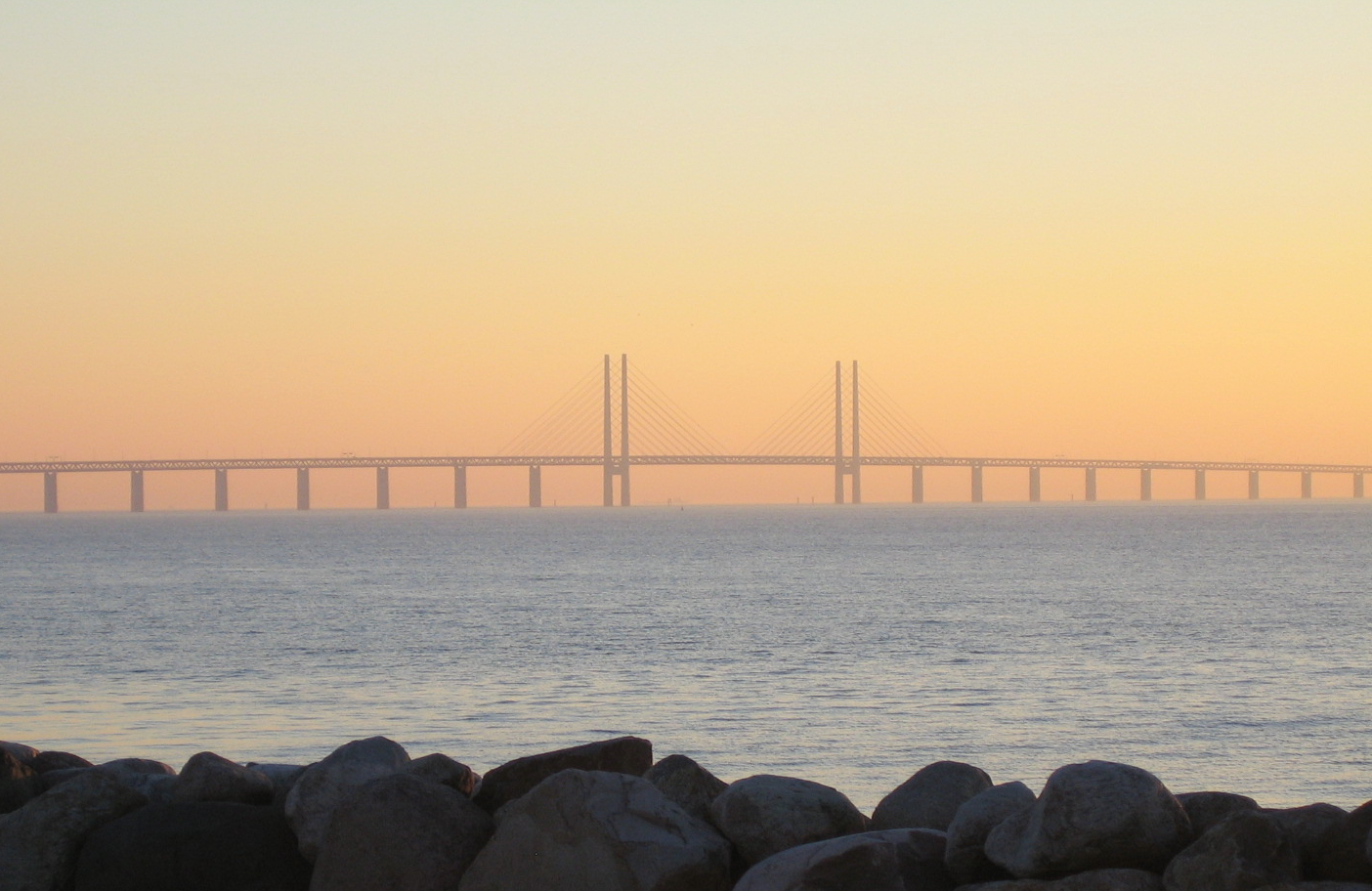
Эресуннский мост, между Данией и Швецией
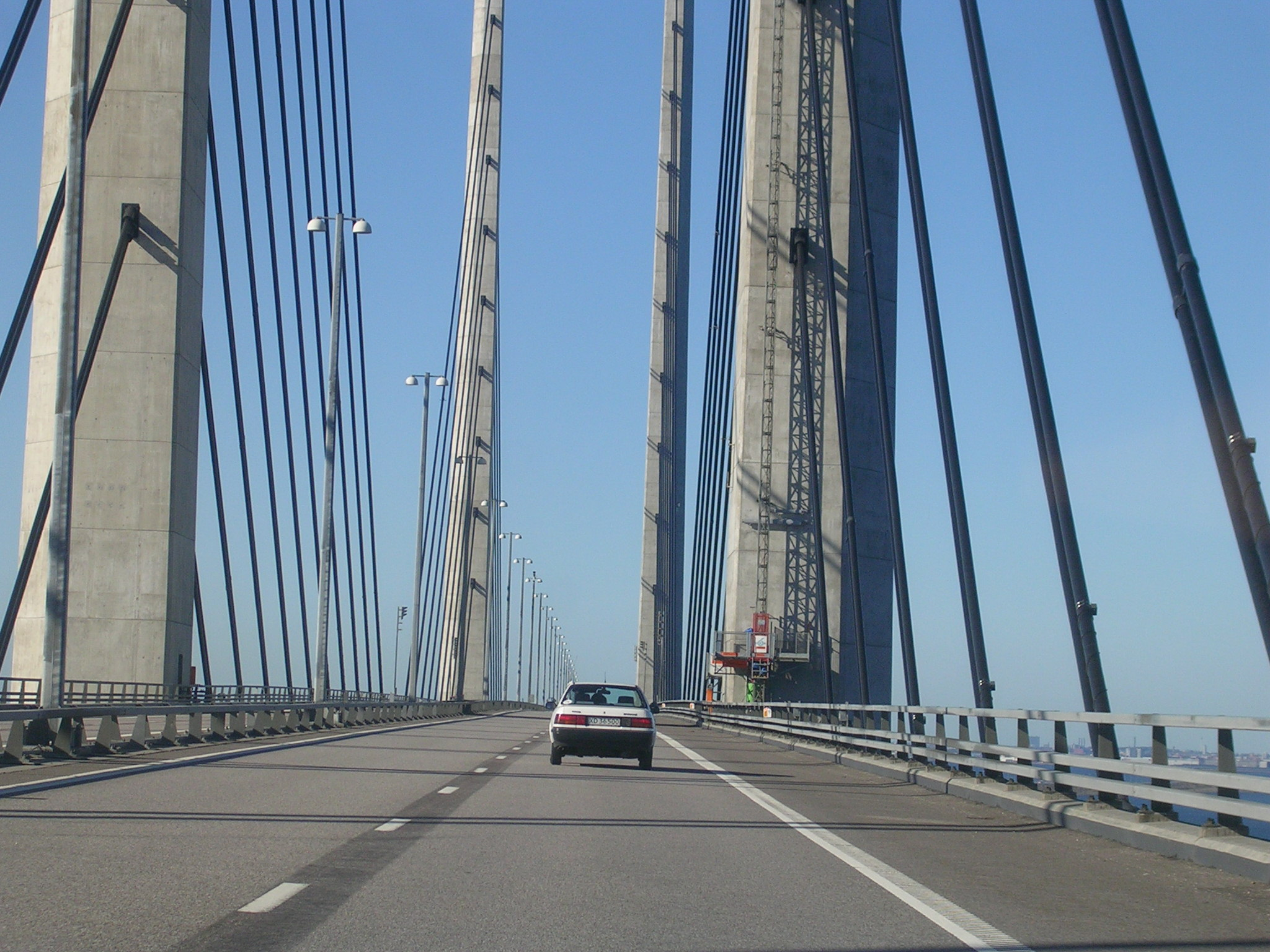
На Эресуннском мосту
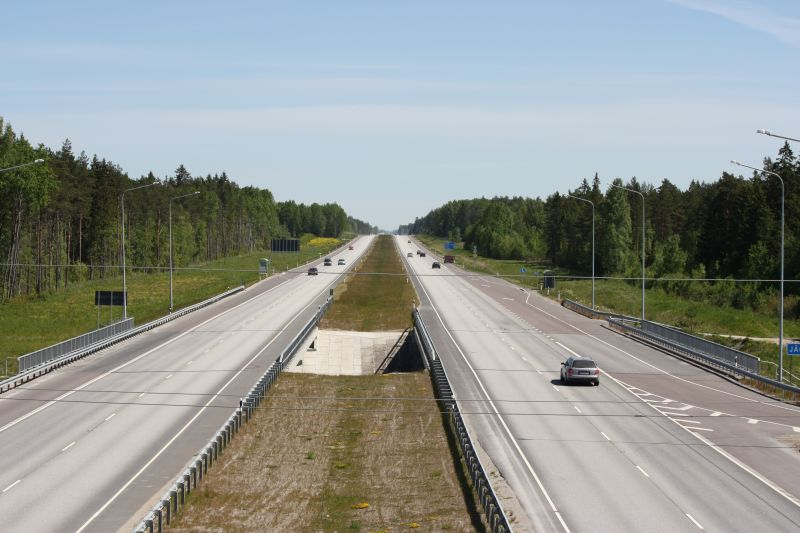
Около Ягала, Эстония
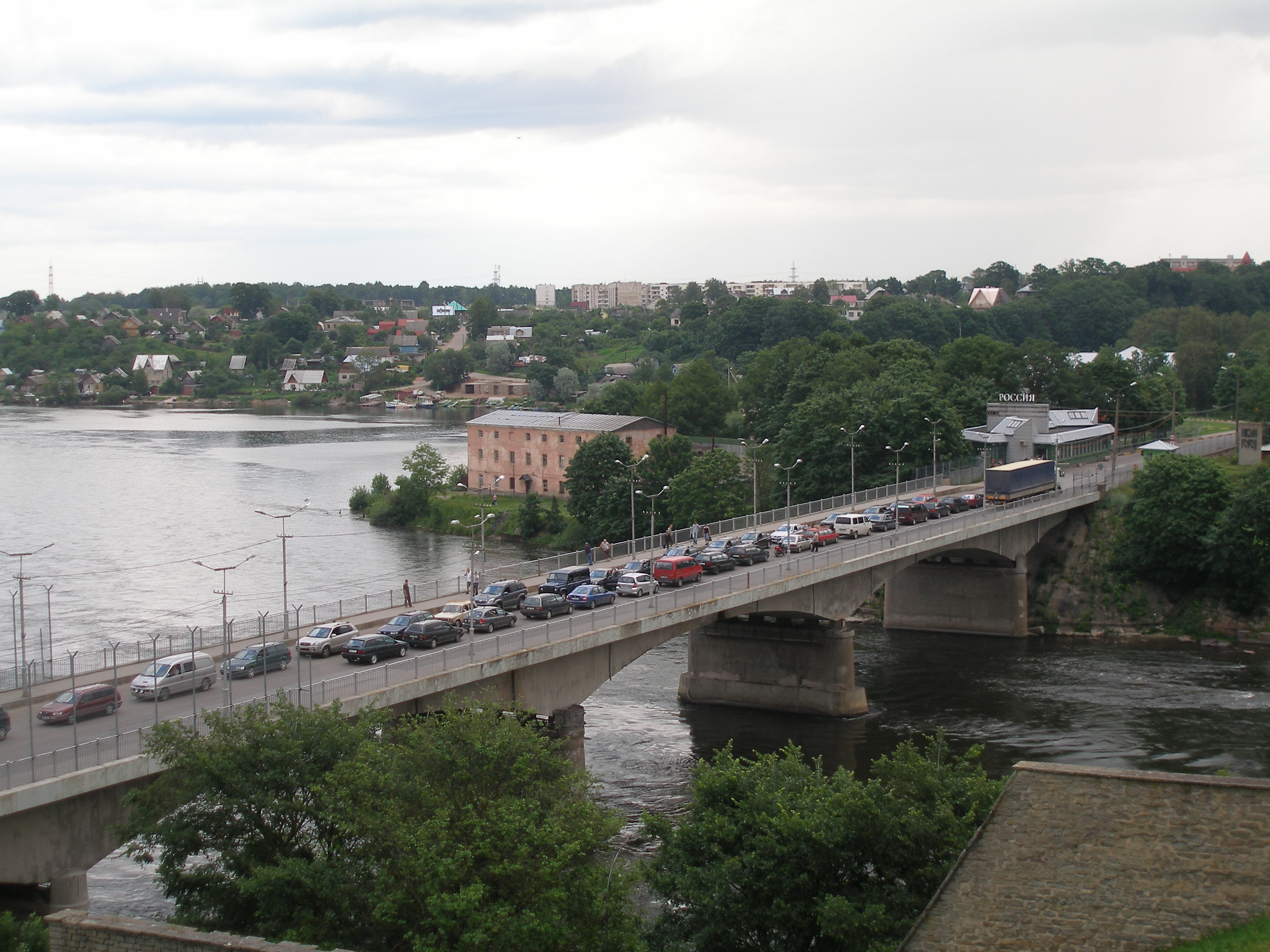
Пограничный мост между Нарвой, Эстония (слева) и Ивангородом, Россия